# Crkáňský rybník
Crkáňský rybník o rozloze vodní plochy 1,0 ha se nalézá asi 400 m severně od lokality Kokešov na katastrálním území obce Lány na Důlku v okrese Pardubice. Rybník byl součástí Pardubické rybniční soustavy vybudované za vlády pánů z Pernštejna. Rybník je v současnosti využíván pro chov ryb a zároveň představuje lokální biocentrum pro rozmnožování obojživelníků.

## Galerie

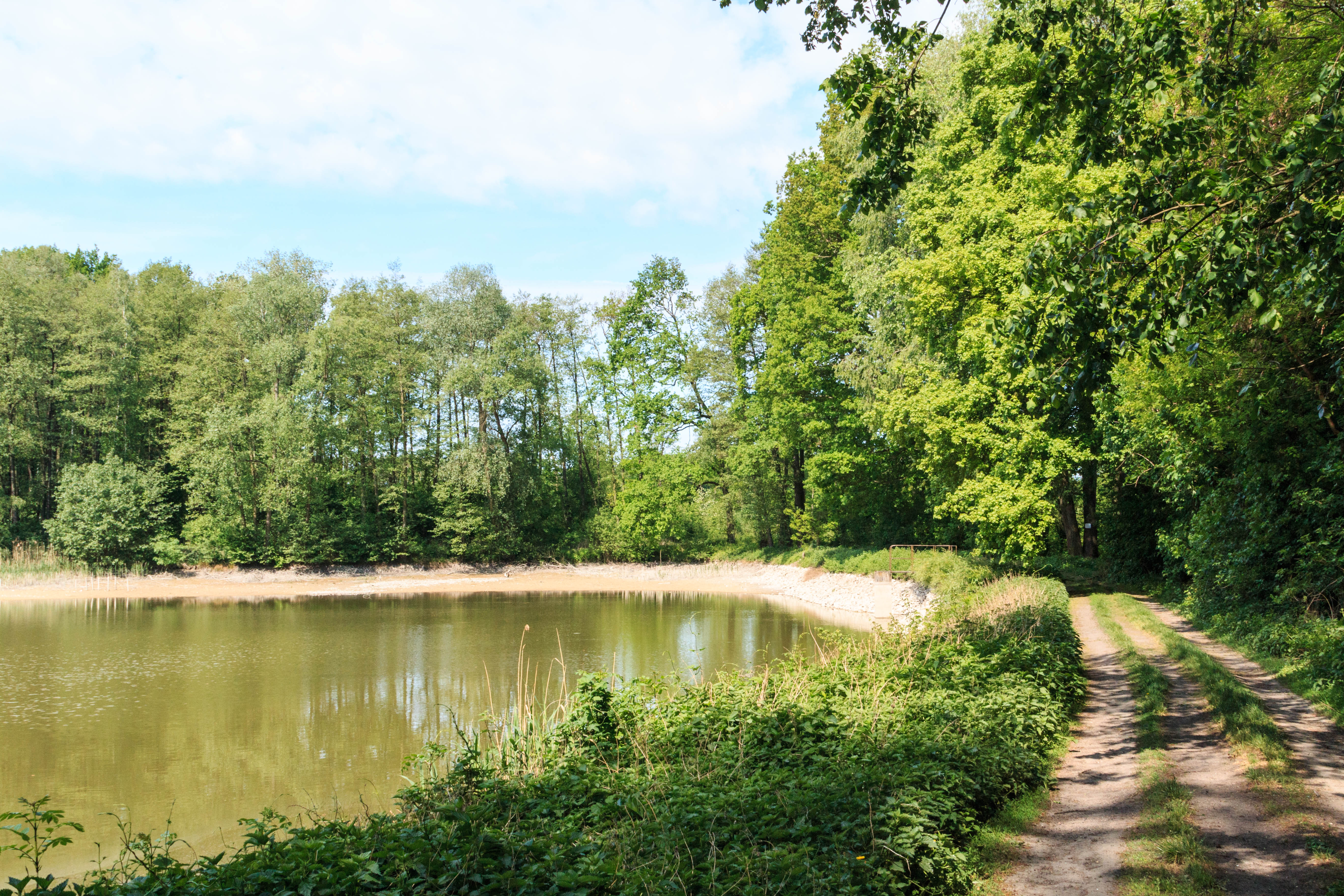
pohled na Crkáňský rybník
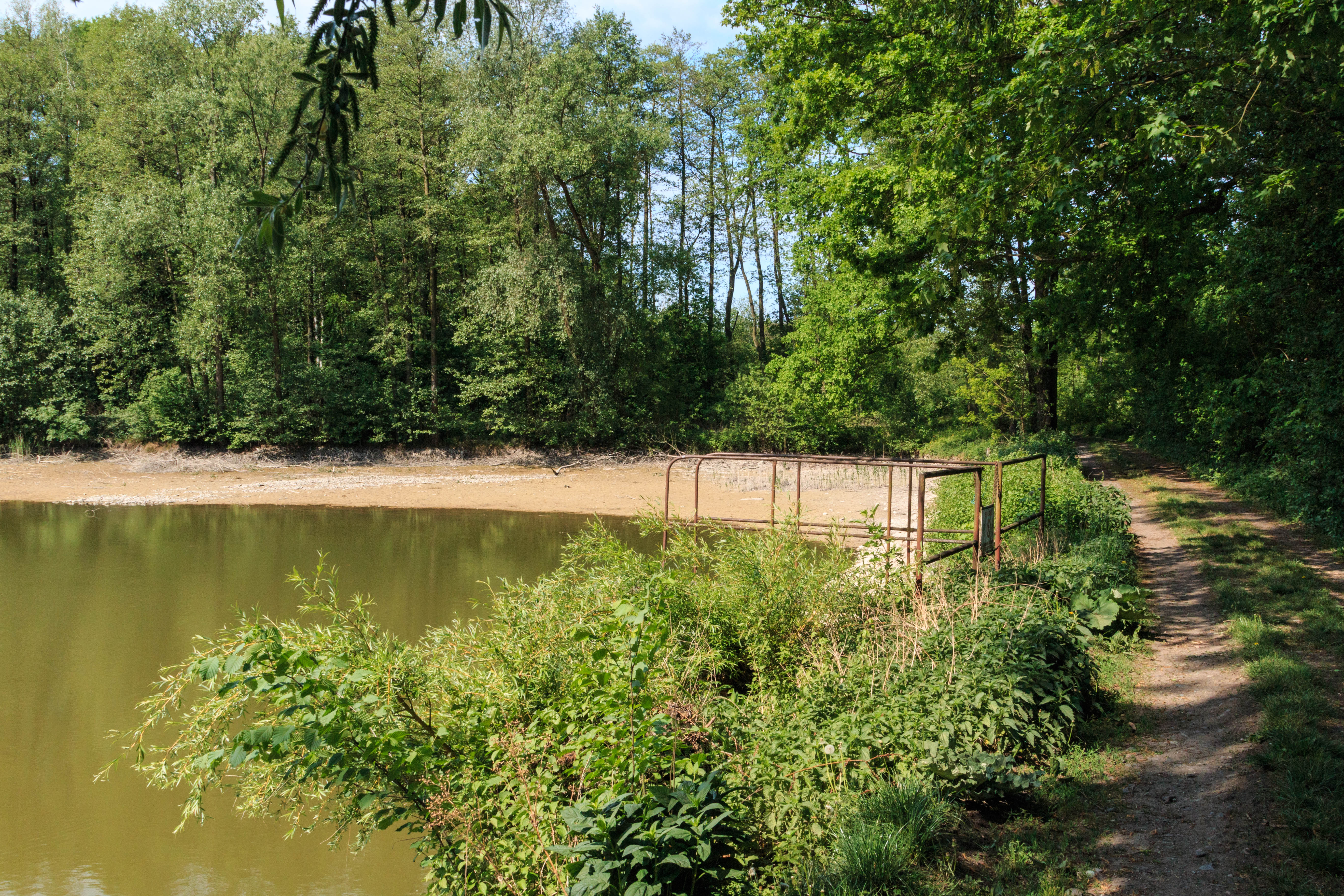
pohled na Crkáňský rybník
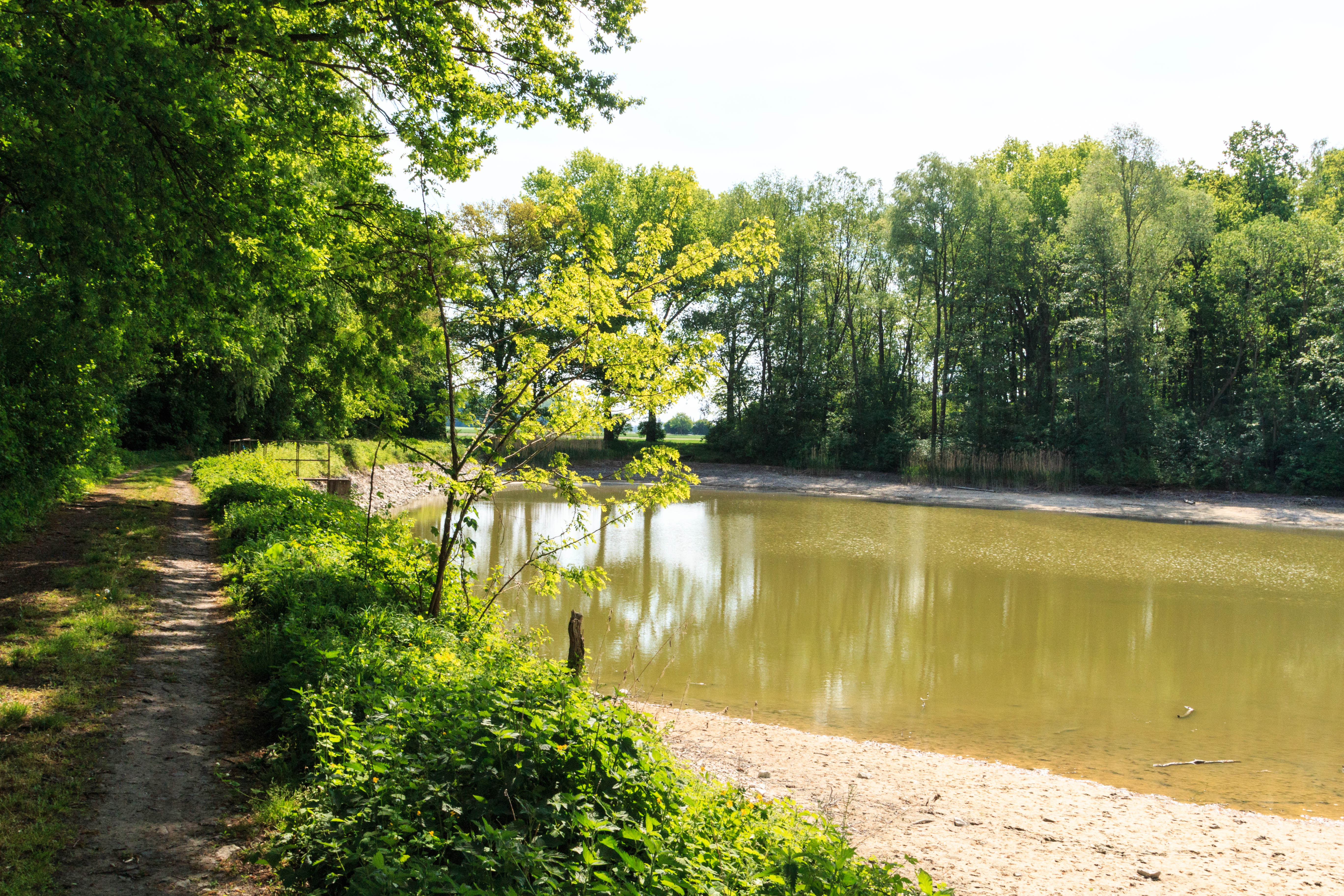
pohled na Crkáňský rybník
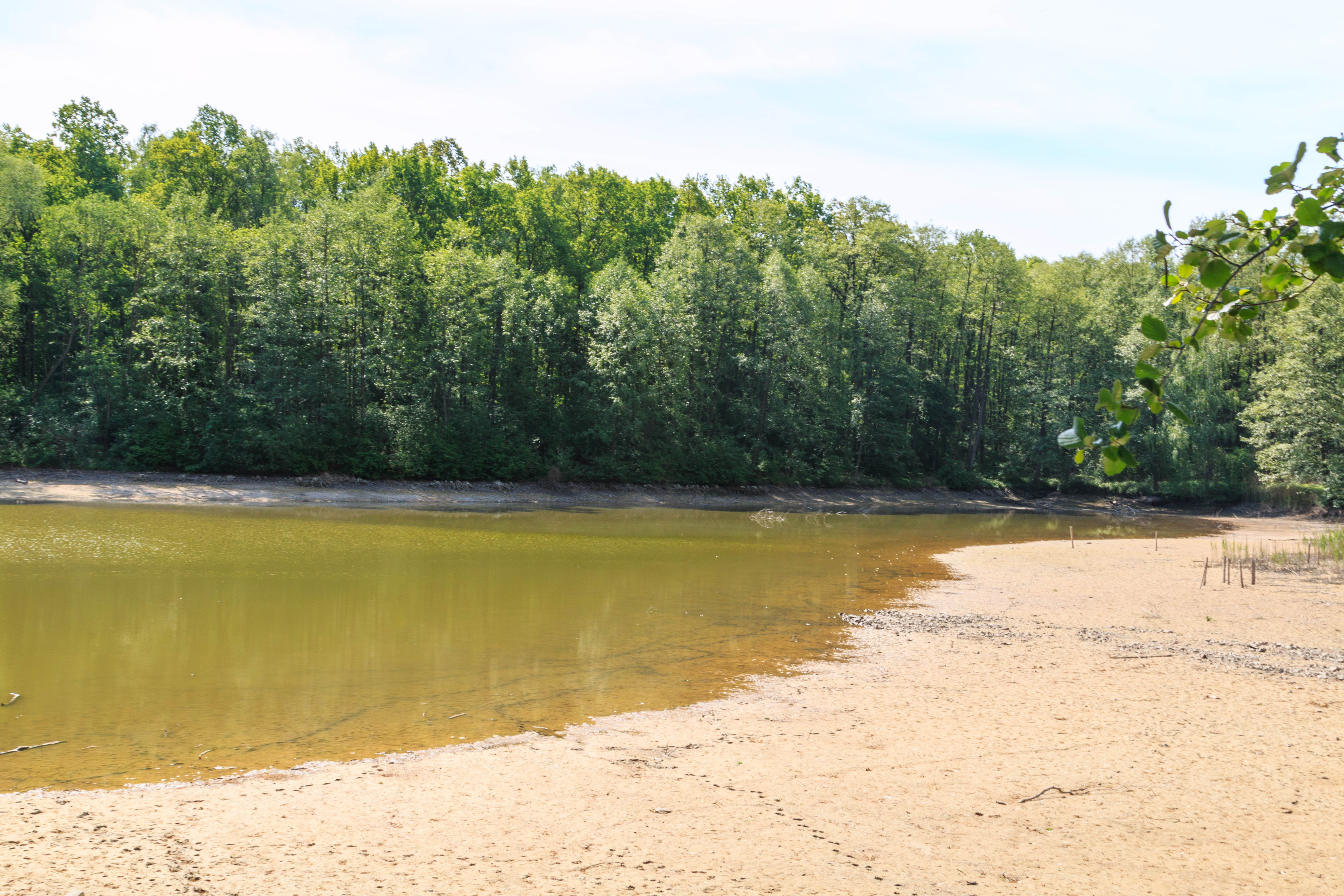
pohled na Crkáňský rybník